# ABC-szigetek (Alaszka)
Az ABC-szigetek Alaszka három szigetének gyűjtőneve: Admiralty-, Baranof- és Chichagof-sziget. Az Alexander-szigetcsoport északi részén helyezkednek el; természeti szépségükről és vadvilágukról nevezetesek. A szigeteken olyan barna medve-klád él, amely közeli rokonságban áll a jegesmedvékkel.
A szigetek legnagyobb része védett terület. Habár a Baranof- és Chichagof-szigetek az Amerikai Egyesült Államok legnagyobb szigetei közé sorolhatók, igen kismértékű az emberi tevékenység, és a lakosság száma sem számottevő.